# Коческая, Ванда
Ванда Коческая (пол. Wanda Koczeska) — польская актриса театра, кино и телевидения.

## Биография
Ванда Коческая родилась 17 февраля 1937 года в Варшаве. Актёрское образование получила в Государственной высшей театральной школе в Варшаве, которую окончила в 1959 году. Дебютировала в театре в 1959. Актриса театров в Варшаве. Выступала в спектаклях «театра телевидения» в 1961—2005 гг. Погибла в автокатастрофе 15 декабря 2008 года в Варшаве. 
Похоронена на Служевском кладбище в Варшаве.

## Избранная фильмография
- 1958 — Ранчо Техас / Rancho Texas — Агнешка
- 1960 — Невинные чародеи / Niewinni czarodzieje — Мирка
- 1963 — Далека дорога / Daleka jest droga — немка
- 1964 — Аватар, или Замена душ / Awatar czyli zamiana dusz — графиня Лабиньская
- 1968 — Ставка больше, чем жизнь / Stawka większa niż życie — Бася Речко, секретарша Райля (только в 3-й серии)
- 1976 — Доложи, 07 / 07 zgłoś się — Иоанна Волиньская (только в 3-й серии)
- 1977 — Палас-отель / Palace Hotel — мадам Лакост
- 1985 — Девушки из Новолипок / Dziewczęta z Nowolipek — жена профессора

## Признание
- 1979 — Золотой Крест Заслуги.